# Fundusfeiler
Le Fundusfeiler est une montagne des Alpes de l'Ötztal située en Tyrol, en Autriche. Elle s'élève à 3 079 mètres d'altitude.